# Lauder (Manitoba)
Pour les articles homonymes, voir Lauder.
Lauder est une communauté du Manitoba située au sud-ouest de la province dans la municipalité rurale de Cameron. La communauté est localisée à la jonction de l'autoroute 254 et de l'autoroute 345 au sud-ouest de la ville d'Hartney. Lauder est désormais une ville fantôme.

## Personnalité locale
- Robert Fulton Logan (1889-1959), peintre et spécialiste de gravure au cuivre

## Référence
- (en) Cet article est partiellement ou en totalité issu de l’article de Wikipédia en anglais intitulé « Lauder, Manitoba » (voir la liste des auteurs).